# Comuni della Repubblica Ceca (V)
Questa pagina contiene l'elenco dei comuni cechi il cui nome inizia con la lettera V.
Per ciascun comune sono indicati il distretto e la regione d'appartenenza. I comuni che hanno lo status di città (město) sono indicati in grassetto, quelli che hanno lo status di comune mercato (městys) in corsivo.
| Comune                           | Distretto           | Regione             |
| -------------------------------- | ------------------- | ------------------- |
| Vacenovice                       | Hodonín             | Moravia meridionale |
| Václavice                        | Benešov             | Boemia centrale     |
| Václavov u Bruntálu              | Bruntál             | Moravia-Slesia      |
| Václavovice                      | Ostrava             | Moravia-Slesia      |
| Václavy                          | Rakovník            | Boemia centrale     |
| Vacov                            | Prachatice          | Boemia meridionale  |
| Vacovice                         | Strakonice          | Boemia meridionale  |
| Val (Boemia meridionale)         | Tábor               | Boemia meridionale  |
| Val (Hradec Králové)             | Rychnov nad Kněžnou | Hradec Králové      |
| Valašská Bystřice                | Vsetín              | Zlín                |
| Valašská Polanka                 | Vsetín              | Zlín                |
| Valašská Senice                  | Vsetín              | Zlín                |
| Valašské Klobouky                | Zlín                | Zlín                |
| Valašské Meziříčí                | Vsetín              | Zlín                |
| Valašské Příkazy                 | Vsetín              | Zlín                |
| Valdice                          | Jičín               | Hradec Králové      |
| Valdíkov                         | Třebíč              | Vysočina            |
| Valeč (Karlovy Vary)             | Karlovy Vary        | Karlovy Vary        |
| Valeč (Vysočina)                 | Třebíč              | Vysočina            |
| Valchov                          | Blansko             | Moravia meridionale |
| Valkeřice                        | Děčín               | Ústí nad Labem      |
| Valšov                           | Bruntál             | Moravia-Slesia      |
| Valtice                          | Břeclav             | Moravia meridionale |
| Valtrovice                       | Znojmo              | Moravia meridionale |
| Valy (Pardubice)                 | Pardubice           | Pardubice           |
| Valy (Karlovy Vary)              | Cheb                | Karlovy Vary        |
| Vamberk                          | Rychnov nad Kněžnou | Hradec Králové      |
| Vanov                            | Jihlava             | Vysočina            |
| Vanovice                         | Blansko             | Moravia meridionale |
| Vanůvek                          | Jihlava             | Vysočina            |
| Vápenice                         | Uherské Hradiště    | Zlín                |
| Vápenná                          | Jeseník             | Olomouc             |
| Vápenný Podol                    | Chrudim             | Pardubice           |
| Vápno                            | Pardubice           | Pardubice           |
| Vápovice                         | Jihlava             | Vysočina            |
| Varnsdorf                        | Děčín               | Ústí nad Labem      |
| Varvažov                         | Písek               | Boemia meridionale  |
| Vatín                            | Žďár nad Sázavou    | Vysočina            |
| Vavřinec (Boemia centrale)       | Kutná Hora          | Boemia centrale     |
| Vavřinec (Moravia meridionale)   | Blansko             | Moravia meridionale |
| Vážany (Zlín)                    | Uherské Hradiště    | Zlín                |
| Vážany (Vyškov)                  | Vyškov              | Moravia meridionale |
| Vážany (Blansko)                 | Blansko             | Moravia meridionale |
| Vážany nad Litavou               | Vyškov              | Moravia meridionale |
| Včelákov                         | Chrudim             | Pardubice           |
| Včelnička                        | Pelhřimov           | Vysočina            |
| Včelná                           | České Budějovice    | Boemia meridionale  |
| Věcov                            | Žďár nad Sázavou    | Vysočina            |
| Vědomice                         | Litoměřice          | Ústí nad Labem      |
| Vedrovice                        | Znojmo              | Moravia meridionale |
| Věchnov                          | Žďár nad Sázavou    | Vysočina            |
| Vejprnice                        | Plzeň-sever         | Plzeň               |
| Vejprty                          | Chomutov            | Ústí nad Labem      |
| Vejvanov                         | Rokycany            | Plzeň               |
| Vejvanovice                      | Chrudim             | Pardubice           |
| Velatice                         | Brno-venkov         | Moravia meridionale |
| Velečín                          | Plzeň-sever         | Plzeň               |
| Velehrad                         | Uherské Hradiště    | Zlín                |
| Velemín                          | Litoměřice          | Ústí nad Labem      |
| Velemyšleves                     | Louny               | Ústí nad Labem      |
| Veleň                            | Praha-východ        | Boemia centrale     |
| Velenice (Boemia centrale)       | Nymburk             | Boemia centrale     |
| Velenice (Liberec)               | Česká Lípa          | Liberec             |
| Velenka                          | Nymburk             | Boemia centrale     |
| Velenov                          | Blansko             | Moravia meridionale |
| Velešín                          | Český Krumlov       | Boemia meridionale  |
| Velešovice                       | Vyškov              | Moravia meridionale |
| Veletiny                         | Uherské Hradiště    | Zlín                |
| Veletov                          | Kolín               | Boemia centrale     |
| Velhartice                       | Klatovy             | Plzeň               |
| Velichov                         | Karlovy Vary        | Karlovy Vary        |
| Velichovky                       | Náchod              | Hradec Králové      |
| Veliká Ves (Ústí nad Labem)      | Chomutov            | Ústí nad Labem      |
| Veliká Ves (Boemia centrale)     | Praha-východ        | Boemia centrale     |
| Velim                            | Kolín               | Boemia centrale     |
| Veliny                           | Pardubice           | Pardubice           |
| Veliš (Boemia centrale)          | Benešov             | Boemia centrale     |
| Veliš (Hradec Králové)           | Jičín               | Hradec Králové      |
| Velká Bíteš                      | Žďár nad Sázavou    | Vysočina            |
| Velká Buková                     | Rakovník            | Boemia centrale     |
| Velká Bukovina                   | Děčín               | Ústí nad Labem      |
| Velká Bystřice                   | Olomouc             | Olomouc             |
| Velká Dobrá                      | Kladno              | Boemia centrale     |
| Velká Hleďsebe                   | Cheb                | Karlovy Vary        |
| Velká Chmelištná                 | Rakovník            | Boemia centrale     |
| Velká Chyška                     | Pelhřimov           | Vysočina            |
| Velká Jesenice                   | Náchod              | Hradec Králové      |
| Velká Kraš                       | Jeseník             | Olomouc             |
| Velká Lečice                     | Příbram             | Boemia centrale     |
| Velká Lhota                      | Vsetín              | Zlín                |
| Velká Losenice                   | Žďár nad Sázavou    | Vysočina            |
| Velká nad Veličkou               | Hodonín             | Moravia meridionale |
| Velká Polom                      | Ostrava             | Moravia-Slesia      |
| Velká Skrovnice                  | Ústí nad Orlicí     | Pardubice           |
| Velká Štáhle                     | Bruntál             | Moravia-Slesia      |
| Velká Turná                      | Strakonice          | Boemia meridionale  |
| Velké Albrechtice                | Nový Jičín          | Moravia-Slesia      |
| Velké Bílovice                   | Břeclav             | Moravia meridionale |
| Velké Březno                     | Ústí nad Labem      | Ústí nad Labem      |
| Velké Hamry                      | Jablonec nad Nisou  | Liberec             |
| Velké Heraltice                  | Opava               | Moravia-Slesia      |
| Velké Hostěrádky                 | Břeclav             | Moravia meridionale |
| Velké Hoštice                    | Opava               | Moravia-Slesia      |
| Velké Hydčice                    | Klatovy             | Plzeň               |
| Velké Chvojno                    | Ústí nad Labem      | Ústí nad Labem      |
| Velké Janovice                   | Žďár nad Sázavou    | Vysočina            |
| Velké Karlovice                  | Vsetín              | Zlín                |
| Velké Kunětice                   | Jeseník             | Olomouc             |
| Velké Losiny                     | Šumperk             | Olomouc             |
| Velké Meziříčí                   | Žďár nad Sázavou    | Vysočina            |
| Velké Němčice                    | Břeclav             | Moravia meridionale |
| Velké Opatovice                  | Blansko             | Moravia meridionale |
| Velké Pavlovice                  | Břeclav             | Moravia meridionale |
| Velké Petrovice                  | Náchod              | Hradec Králové      |
| Velké Popovice                   | Praha-východ        | Boemia centrale     |
| Velké Poříčí                     | Náchod              | Hradec Králové      |
| Velké Přílepy                    | Praha-západ         | Boemia centrale     |
| Velké Přítočno                   | Kladno              | Boemia centrale     |
| Velké Svatoňovice                | Trutnov             | Hradec Králové      |
| Velké Tresné                     | Žďár nad Sázavou    | Vysočina            |
| Velké Všelisy                    | Mladá Boleslav      | Boemia centrale     |
| Velké Žernoseky                  | Litoměřice          | Ústí nad Labem      |
| Velký Beranov                    | Jihlava             | Vysočina            |
| Velký Bor                        | Klatovy             | Plzeň               |
| Velký Borek                      | Mělník              | Boemia centrale     |
| Velký Chlumec                    | Beroun              | Boemia centrale     |
| Velký Karlov                     | Znojmo              | Moravia meridionale |
| Velký Luh                        | Cheb                | Karlovy Vary        |
| Velký Malahov                    | Domažlice           | Plzeň               |
| Velký Ořechov                    | Zlín                | Zlín                |
| Velký Osek                       | Kolín               | Boemia centrale     |
| Velký Ratmírov                   | Jindřichův Hradec   | Boemia meridionale  |
| Velký Rybník                     | Pelhřimov           | Vysočina            |
| Velký Šenov                      | Děčín               | Ústí nad Labem      |
| Velký Třebešov                   | Náchod              | Hradec Králové      |
| Velký Týnec                      | Olomouc             | Olomouc             |
| Velký Újezd                      | Olomouc             | Olomouc             |
| Velký Valtinov                   | Česká Lípa          | Liberec             |
| Velký Vřešťov                    | Trutnov             | Hradec Králové      |
| Vělopolí                         | Frýdek-Místek       | Moravia-Slesia      |
| Veltěže                          | Louny               | Ústí nad Labem      |
| Veltruby                         | Kolín               | Boemia centrale     |
| Veltrusy                         | Mělník              | Boemia centrale     |
| Velvary                          | Kladno              | Boemia centrale     |
| Vémyslice                        | Znojmo              | Moravia meridionale |
| Vendolí                          | Svitavy             | Pardubice           |
| Vendryně                         | Frýdek-Místek       | Moravia-Slesia      |
| Vepříkov                         | Havlíčkův Brod      | Vysočina            |
| Vepřová                          | Žďár nad Sázavou    | Vysočina            |
| Verměřovice                      | Ústí nad Orlicí     | Pardubice           |
| Verneřice                        | Děčín               | Ústí nad Labem      |
| Vernéřovice                      | Náchod              | Hradec Králové      |
| Vernířovice                      | Šumperk             | Olomouc             |
| Věrovany                         | Olomouc             | Olomouc             |
| Verušičky                        | Karlovy Vary        | Karlovy Vary        |
| Veřovice                         | Nový Jičín          | Moravia-Slesia      |
| Ves Touškov                      | Plzeň-jih           | Plzeň               |
| Vesce                            | Tábor               | Boemia meridionale  |
| Veselá (Vysočina)                | Pelhřimov           | Vysočina            |
| Veselá (Plzeň)                   | Rokycany            | Plzeň               |
| Veselá (Liberec)                 | Semily              | Liberec             |
| Veselá (Zlín)                    | Zlín                | Zlín                |
| Veselé (Repubblica Ceca)         | Děčín               | Ústí nad Labem      |
| Veselí                           | Pardubice           | Pardubice           |
| Veselí nad Lužnicí               | Tábor               | Boemia meridionale  |
| Veselí nad Moravou               | Hodonín             | Moravia meridionale |
| Veselice                         | Mladá Boleslav      | Boemia centrale     |
| Veselíčko (Boemia meridionale)   | Písek               | Boemia meridionale  |
| Veselíčko (Olomouc)              | Přerov              | Olomouc             |
| Veselý Žďár                      | Havlíčkův Brod      | Vysočina            |
| Vestec (Nymburk)                 | Nymburk             | Boemia centrale     |
| Vestec (Hradec Králové)          | Náchod              | Hradec Králové      |
| Vestec (Praha-západ)             | Praha-západ         | Boemia centrale     |
| Věstín                           | Žďár nad Sázavou    | Vysočina            |
| Věšín                            | Příbram             | Boemia centrale     |
| Věteřov                          | Hodonín             | Moravia meridionale |
| Větrný Jeníkov                   | Jihlava             | Vysočina            |
| Větrušice                        | Praha-východ        | Boemia centrale     |
| Větřkovice                       | Opava               | Moravia-Slesia      |
| Větřní                           | Český Krumlov       | Boemia meridionale  |
| Vevčice                          | Znojmo              | Moravia meridionale |
| Veverská Bítýška                 | Brno-venkov         | Moravia meridionale |
| Veverské Knínice                 | Brno-venkov         | Moravia meridionale |
| Věž                              | Havlíčkův Brod      | Vysočina            |
| Věžky (Zlín)                     | Kroměříž            | Zlín                |
| Věžky (Olomouc)                  | Přerov              | Olomouc             |
| Věžná (Pelhřimov)                | Pelhřimov           | Vysočina            |
| Věžná (Žďár nad Sázavou)         | Žďár nad Sázavou    | Vysočina            |
| Věžnice (Havlíčkův Brod)         | Havlíčkův Brod      | Vysočina            |
| Věžnice (Jihlava)                | Jihlava             | Vysočina            |
| Věžnička                         | Jihlava             | Vysočina            |
| Věžovatá Pláně                   | Český Krumlov       | Boemia meridionale  |
| Vchynice                         | Litoměřice          | Ústí nad Labem      |
| Víceměřice                       | Prostějov           | Olomouc             |
| Vícemil                          | Jindřichův Hradec   | Boemia meridionale  |
| Vícenice                         | Třebíč              | Vysočina            |
| Vícenice u Náměště nad Oslavou   | Třebíč              | Vysočina            |
| Vícov                            | Prostějov           | Olomouc             |
| Vidče                            | Vsetín              | Zlín                |
| Vídeň                            | Žďár nad Sázavou    | Vysočina            |
| Vidice (Boemia centrale)         | Kutná Hora          | Boemia centrale     |
| Vidice (Plzeň)                   | Domažlice           | Plzeň               |
| Vidim                            | Mělník              | Boemia centrale     |
| Vidlatá Seč                      | Svitavy             | Pardubice           |
| Vidnava                          | Jeseník             | Olomouc             |
| Vidochov                         | Jičín               | Hradec Králové      |
| Vidonín                          | Žďár nad Sázavou    | Vysočina            |
| Vidov                            | České Budějovice    | Boemia meridionale  |
| Vigantice                        | Vsetín              | Zlín                |
| Víchová nad Jizerou              | Semily              | Liberec             |
| Vikantice                        | Šumperk             | Olomouc             |
| Vikýřovice                       | Šumperk             | Olomouc             |
| Vílanec                          | Jihlava             | Vysočina            |
| Vilantice                        | Trutnov             | Hradec Králové      |
| Vilémov (Chomutov)               | Chomutov            | Ústí nad Labem      |
| Vilémov (Děčín)                  | Děčín               | Ústí nad Labem      |
| Vilémov (Vysočina)               | Havlíčkův Brod      | Vysočina            |
| Vilémov (Olomouc)                | Olomouc             | Olomouc             |
| Vilémovice (Vysočina)            | Havlíčkův Brod      | Vysočina            |
| Vilémovice (Moravia meridionale) | Blansko             | Moravia meridionale |
| Vilice                           | Tábor               | Boemia meridionale  |
| Vimperk                          | Prachatice          | Boemia meridionale  |
| Vinary (Pardubice)               | Ústí nad Orlicí     | Pardubice           |
| Vinary (Hradec Králové)          | Hradec Králové      | Hradec Králové      |
| Vinaře                           | Kutná Hora          | Boemia centrale     |
| Vinařice (Beroun)                | Beroun              | Boemia centrale     |
| Vinařice (Kladno)                | Kladno              | Boemia centrale     |
| Vinařice (Ústí nad Labem)        | Louny               | Ústí nad Labem      |
| Vinařice (Mladá Boleslav)        | Mladá Boleslav      | Boemia centrale     |
| Vincencov                        | Prostějov           | Olomouc             |
| Vinec                            | Mladá Boleslav      | Boemia centrale     |
| Viničné Šumice                   | Brno-venkov         | Moravia meridionale |
| Vintířov                         | Sokolov             | Karlovy Vary        |
| Vír                              | Žďár nad Sázavou    | Vysočina            |
| Víska                            | Havlíčkův Brod      | Vysočina            |
| Víska u Jevíčka                  | Svitavy             | Pardubice           |
| Vísky (Plzeň)                    | Rokycany            | Plzeň               |
| Vísky (Moravia meridionale)      | Blansko             | Moravia meridionale |
| Višňová (Boemia meridionale)     | Jindřichův Hradec   | Boemia meridionale  |
| Višňová (Liberec)                | Liberec             | Liberec             |
| Višňová (Boemia centrale)        | Příbram             | Boemia centrale     |
| Višňové (Repubblica Ceca)        | Znojmo              | Moravia meridionale |
| Vítanov                          | Chrudim             | Pardubice           |
| Vitčice                          | Prostějov           | Olomouc             |
| Vítějeves                        | Svitavy             | Pardubice           |
| Vitějovice                       | Prachatice          | Boemia meridionale  |
| Vítězná                          | Trutnov             | Hradec Králové      |
| Vitice                           | Kolín               | Boemia centrale     |
| Vitín                            | České Budějovice    | Boemia meridionale  |
| Vitiněves                        | Jičín               | Hradec Králové      |
| Vítkov                           | Opava               | Moravia-Slesia      |
| Vítkovice                        | Semily              | Liberec             |
| Vítonice (Zlín)                  | Kroměříž            | Zlín                |
| Vítonice (Moravia meridionale)   | Znojmo              | Moravia meridionale |
| Vizovice                         | Zlín                | Zlín                |
| Vižina                           | Beroun              | Boemia centrale     |
| Vlačice                          | Kutná Hora          | Boemia centrale     |
| Vladislav                        | Třebíč              | Vysočina            |
| Vlachova Lhota                   | Zlín                | Zlín                |
| Vlachovice (Zlín)                | Zlín                | Zlín                |
| Vlachovice (Vysočina)            | Žďár nad Sázavou    | Vysočina            |
| Vlachovo Březí                   | Prachatice          | Boemia meridionale  |
| Vlasatice                        | Brno-venkov         | Moravia meridionale |
| Vlastec                          | Písek               | Boemia meridionale  |
| Vlastějovice                     | Kutná Hora          | Boemia centrale     |
| Vlastiboř (Liberec)              | Jablonec nad Nisou  | Liberec             |
| Vlastiboř (Boemia meridionale)   | Tábor               | Boemia meridionale  |
| Vlastibořice                     | Liberec             | Liberec             |
| Vlastislav                       | Litoměřice          | Ústí nad Labem      |
| Vlašim                           | Benešov             | Boemia centrale     |
| Vlčatín                          | Třebíč              | Vysočina            |
| Vlčetínec                        | Jindřichův Hradec   | Boemia meridionale  |
| Vlčeves                          | Tábor               | Boemia meridionale  |
| Vlčí                             | Plzeň-jih           | Plzeň               |
| Vlčí Habřina                     | Pardubice           | Pardubice           |
| Vlčice (Olomouc)                 | Jeseník             | Olomouc             |
| Vlčice (Hradec Králové)          | Trutnov             | Hradec Králové      |
| Vlčkov                           | Svitavy             | Pardubice           |
| Vlčková                          | Zlín                | Zlín                |
| Vlčkovice v Podkrkonoší          | Trutnov             | Hradec Králové      |
| Vlčnov                           | Uherské Hradiště    | Zlín                |
| Vlčtejn                          | Plzeň-jih           | Plzeň               |
| Vlkančice                        | Praha-východ        | Boemia centrale     |
| Vlkaneč                          | Kutná Hora          | Boemia centrale     |
| Vlkanov (Vysočina)               | Havlíčkův Brod      | Vysočina            |
| Vlkanov (Plzeň)                  | Domažlice           | Plzeň               |
| Vlkava                           | Mladá Boleslav      | Boemia centrale     |
| Vlkoš (Moravia meridionale)      | Hodonín             | Moravia meridionale |
| Vlkoš (Olomouc)                  | Přerov              | Olomouc             |
| Vlkov (Hradec Králové)           | Náchod              | Hradec Králové      |
| Vlkov (Tábor)                    | Tábor               | Boemia meridionale  |
| Vlkov (Vysočina)                 | Žďár nad Sázavou    | Vysočina            |
| Vlkov (České Budějovice)         | České Budějovice    | Boemia meridionale  |
| Vlkov pod Oškobrhem              | Nymburk             | Boemia centrale     |
| Vlkovice (Karlovy Vary)          | Cheb                | Karlovy Vary        |
| Vlksice                          | Písek               | Boemia meridionale  |
| Vnorovy                          | Hodonín             | Moravia meridionale |
| Voděrady (Moravia meridionale)   | Blansko             | Moravia meridionale |
| Voděrady (Hradec Králové)        | Rychnov nad Kněžnou | Hradec Králové      |
| Voděrady (Pardubice)             | Ústí nad Orlicí     | Pardubice           |
| Vodice (Repubblica Ceca)         | Tábor               | Boemia meridionale  |
| Vodňany                          | Strakonice          | Boemia meridionale  |
| Vodochody                        | Praha-východ        | Boemia centrale     |
| Vodranty                         | Kutná Hora          | Boemia centrale     |
| Vodslivy                         | Benešov             | Boemia centrale     |
| Vohančice                        | Brno-venkov         | Moravia meridionale |
| Vochov                           | Plzeň-sever         | Plzeň               |
| Vojkov                           | Benešov             | Boemia centrale     |
| Vojkovice (Moravia meridionale)  | Brno-venkov         | Moravia meridionale |
| Vojkovice (Moravia-Slesia)       | Frýdek-Místek       | Moravia-Slesia      |
| Vojkovice (Karlovy Vary)         | Karlovy Vary        | Karlovy Vary        |
| Vojkovice (Boemia centrale)      | Mělník              | Boemia centrale     |
| Vojníkov                         | Písek               | Boemia meridionale  |
| Vojnův Městec                    | Žďár nad Sázavou    | Vysočina            |
| Vojslavice                       | Pelhřimov           | Vysočina            |
| Vojtanov                         | Cheb                | Karlovy Vary        |
| Vojtěchov                        | Chrudim             | Pardubice           |
| Vokov                            | Pelhřimov           | Vysočina            |
| Volanice                         | Jičín               | Hradec Králové      |
| Volárna                          | Kolín               | Boemia centrale     |
| Volary                           | Prachatice          | Boemia meridionale  |
| Volduchy                         | Rokycany            | Plzeň               |
| Voleč                            | Pardubice           | Pardubice           |
| Volenice (Boemia centrale)       | Příbram             | Boemia centrale     |
| Volenice (Boemia meridionale)    | Strakonice          | Boemia meridionale  |
| Volevčice (Vysočina)             | Jihlava             | Vysočina            |
| Volevčice (Ústí nad Labem)       | Most                | Ústí nad Labem      |
| Volfartice                       | Česká Lípa          | Liberec             |
| Volfířov                         | Jindřichův Hradec   | Boemia meridionale  |
| Volyně                           | Strakonice          | Boemia meridionale  |
| Vonoklasy                        | Praha-západ         | Boemia centrale     |
| Vortová                          | Chrudim             | Pardubice           |
| Votice                           | Benešov             | Boemia centrale     |
| Voznice                          | Příbram             | Boemia centrale     |
| Vrábče                           | České Budějovice    | Boemia meridionale  |
| Vraclav                          | Ústí nad Orlicí     | Pardubice           |
| Vracov                           | Hodonín             | Moravia meridionale |
| Vracovice (Boemia centrale)      | Benešov             | Boemia centrale     |
| Vracovice (Moravia meridionale)  | Znojmo              | Moravia meridionale |
| Vračovice-Orlov                  | Ústí nad Orlicí     | Pardubice           |
| Vraňany                          | Mělník              | Boemia centrale     |
| Vrančice                         | Příbram             | Boemia centrale     |
| Vrané nad Vltavou                | Praha-západ         | Boemia centrale     |
| Vranov (Boemia centrale)         | Benešov             | Boemia centrale     |
| Vranov (Moravia meridionale)     | Brno-venkov         | Moravia meridionale |
| Vranov (Plzeň)                   | Tachov              | Plzeň               |
| Vranov nad Dyjí                  | Znojmo              | Moravia meridionale |
| Vranová                          | Blansko             | Moravia meridionale |
| Vranová Lhota                    | Svitavy             | Pardubice           |
| Vranovice (Moravia meridionale)  | Brno-venkov         | Moravia meridionale |
| Vranovice (Boemia centrale)      | Příbram             | Boemia centrale     |
| Vranovice-Kelčice                | Prostějov           | Olomouc             |
| Vranovská Ves                    | Znojmo              | Moravia meridionale |
| Vraný                            | Kladno              | Boemia centrale     |
| Vratěnín                         | Znojmo              | Moravia meridionale |
| Vratimov                         | Ostrava             | Moravia-Slesia      |
| Vratislávka                      | Brno-venkov         | Moravia meridionale |
| Vrátkov                          | Kolín               | Boemia centrale     |
| Vrátno                           | Mladá Boleslav      | Boemia centrale     |
| Vráto                            | České Budějovice    | Boemia meridionale  |
| Vráž (Boemia centrale)           | Beroun              | Boemia centrale     |
| Vráž (Boemia meridionale)        | Písek               | Boemia meridionale  |
| Vražkov                          | Litoměřice          | Ústí nad Labem      |
| Vražné                           | Nový Jičín          | Moravia-Slesia      |
| Vrážné                           | Svitavy             | Pardubice           |
| Vrbátky                          | Prostějov           | Olomouc             |
| Vrbatův Kostelec                 | Chrudim             | Pardubice           |
| Vrbčany                          | Kolín               | Boemia centrale     |
| Vrbice (Boemia centrale)         | Nymburk             | Boemia centrale     |
| Vrbice (Boemia meridionale)      | Prachatice          | Boemia meridionale  |
| Vrbice (Jičín)                   | Jičín               | Hradec Králové      |
| Vrbice (Karlovy Vary)            | Karlovy Vary        | Karlovy Vary        |
| Vrbice (Moravia meridionale)     | Břeclav             | Moravia meridionale |
| Vrbice (Rychnov nad Kněžnou)     | Rychnov nad Kněžnou | Hradec Králové      |
| Vrbice (Ústí nad Labem)          | Litoměřice          | Ústí nad Labem      |
| Vrbičany (Boemia centrale)       | Kladno              | Boemia centrale     |
| Vrbičany (Ústí nad Labem)        | Litoměřice          | Ústí nad Labem      |
| Vrbka                            | Kroměříž            | Zlín                |
| Vrbno nad Lesy                   | Louny               | Ústí nad Labem      |
| Vrbno pod Pradědem               | Bruntál             | Moravia-Slesia      |
| Vrbová Lhota                     | Nymburk             | Boemia centrale     |
| Vrbovec (Repubblica Ceca)        | Znojmo              | Moravia meridionale |
| Vrcovice                         | Písek               | Boemia meridionale  |
| Vrčeň                            | Plzeň-jih           | Plzeň               |
| Vrdy                             | Kutná Hora          | Boemia centrale     |
| Vrhaveč                          | Klatovy             | Plzeň               |
| Vrchlabí                         | Trutnov             | Hradec Králové      |
| Vrchoslavice                     | Prostějov           | Olomouc             |
| Vrchotovy Janovice               | Benešov             | Boemia centrale     |
| Vrchovany                        | Česká Lípa          | Liberec             |
| Vrchovnice                       | Hradec Králové      | Hradec Králové      |
| Vrchy                            | Nový Jičín          | Moravia-Slesia      |
| Vroutek                          | Louny               | Ústí nad Labem      |
| Vrskmaň                          | Chomutov            | Ústí nad Labem      |
| Vršce                            | Jičín               | Hradec Králové      |
| Vršovice (Moravia-Slesia)        | Opava               | Moravia-Slesia      |
| Vršovice (Ústí nad Labem)        | Louny               | Ústí nad Labem      |
| Vršovka                          | Náchod              | Hradec Králové      |
| Vrutice                          | Litoměřice          | Ústí nad Labem      |
| Vřesina (Opava)                  | Opava               | Moravia-Slesia      |
| Vřesina (Ostrava)                | Ostrava             | Moravia-Slesia      |
| Vřeskovice                       | Klatovy             | Plzeň               |
| Vřesník                          | Jičín               | Hradec Králové      |
| Vřesová                          | Sokolov             | Karlovy Vary        |
| Vřesovice (Moravia meridionale)  | Hodonín             | Moravia meridionale |
| Vřesovice (Olomouc)              | Prostějov           | Olomouc             |
| Vsetín                           | Vsetín              | Zlín                |
| Vstiš                            | Plzeň-jih           | Plzeň               |
| Všehrdy (Plzeň)                  | Plzeň-sever         | Plzeň               |
| Všehrdy (Ústí nad Labem)         | Chomutov            | Ústí nad Labem      |
| Všechlapy (Benešov)              | Benešov             | Boemia centrale     |
| Všechlapy (Nymburk)              | Nymburk             | Boemia centrale     |
| Všechovice (Moravia meridionale) | Brno-venkov         | Moravia meridionale |
| Všechovice (Olomouc)             | Přerov              | Olomouc             |
| Všejany                          | Mladá Boleslav      | Boemia centrale     |
| Všekary                          | Domažlice           | Plzeň               |
| Všelibice                        | Liberec             | Liberec             |
| Všemina                          | Zlín                | Zlín                |
| Všemyslice                       | České Budějovice    | Boemia meridionale  |
| Všeň                             | Semily              | Liberec             |
| Všenice                          | Rokycany            | Plzeň               |
| Všenory                          | Praha-západ         | Boemia centrale     |
| Všepadly                         | Domažlice           | Plzeň               |
| Všeradice                        | Beroun              | Boemia centrale     |
| Všeradov                         | Chrudim             | Pardubice           |
| Všeruby (Plzeň-sever)            | Plzeň-sever         | Plzeň               |
| Všeruby (Domažlice)              | Domažlice           | Plzeň               |
| Všestary (Boemia centrale)       | Praha-východ        | Boemia centrale     |
| Všestary (Hradec Králové)        | Hradec Králové      | Hradec Králové      |
| Všestudy (Ústí nad Labem)        | Chomutov            | Ústí nad Labem      |
| Všestudy (Boemia centrale)       | Mělník              | Boemia centrale     |
| Všesulov                         | Rakovník            | Boemia centrale     |
| Všetaty (Mělník)                 | Mělník              | Boemia centrale     |
| Všetaty (Rakovník)               | Rakovník            | Boemia centrale     |
| Vševily                          | Příbram             | Boemia centrale     |
| Výčapy                           | Třebíč              | Vysočina            |
| Vydří                            | Jindřichův Hradec   | Boemia meridionale  |
| Vykáň                            | Nymburk             | Boemia centrale     |
| Vyklantice                       | Pelhřimov           | Vysočina            |
| Výkleky                          | Přerov              | Olomouc             |
| Výprachtice                      | Ústí nad Orlicí     | Pardubice           |
| Výrava (Repubblica Ceca)         | Hradec Králové      | Hradec Králové      |
| Výrov                            | Plzeň-sever         | Plzeň               |
| Výrovice                         | Znojmo              | Moravia meridionale |
| Vyskeř                           | Semily              | Liberec             |
| Vyskytná                         | Pelhřimov           | Vysočina            |
| Vyskytná nad Jihlavou            | Jihlava             | Vysočina            |
| Výsluní                          | Chomutov            | Ústí nad Labem      |
| Vysočany (Blansko)               | Blansko             | Moravia meridionale |
| Vysočany (Znojmo)                | Znojmo              | Moravia meridionale |
| Vysočina (comune)                | Chrudim             | Pardubice           |
| Vysoká (Moravia-Slesia)          | Bruntál             | Moravia-Slesia      |
| Vysoká (Vysočina)                | Havlíčkův Brod      | Vysočina            |
| Vysoká (Boemia centrale)         | Mělník              | Boemia centrale     |
| Vysoká (Pardubice)               | Svitavy             | Pardubice           |
| Vysoká Lhota                     | Pelhřimov           | Vysočina            |
| Vysoká Libyně                    | Plzeň-sever         | Plzeň               |
| Vysoká nad Labem                 | Hradec Králové      | Hradec Králové      |
| Vysoká Pec (Ústí nad Labem)      | Chomutov            | Ústí nad Labem      |
| Vysoká Pec (Karlovy Vary)        | Karlovy Vary        | Karlovy Vary        |
| Vysoká Srbská                    | Náchod              | Hradec Králové      |
| Vysoká u Příbramě                | Příbram             | Boemia centrale     |
| Vysoké                           | Žďár nad Sázavou    | Vysočina            |
| Vysoké Chvojno                   | Pardubice           | Pardubice           |
| Vysoké Mýto                      | Ústí nad Orlicí     | Pardubice           |
| Vysoké nad Jizerou               | Semily              | Liberec             |
| Vysoké Pole                      | Zlín                | Zlín                |
| Vysoké Popovice                  | Brno-venkov         | Moravia meridionale |
| Vysoké Studnice                  | Jihlava             | Vysočina            |
| Vysoké Veselí                    | Jičín               | Hradec Králové      |
| Vysokov                          | Náchod              | Hradec Králové      |
| Vysoký Chlumec                   | Příbram             | Boemia centrale     |
| Vysoký Újezd (Benešov)           | Benešov             | Boemia centrale     |
| Vysoký Újezd (Beroun)            | Beroun              | Boemia centrale     |
| Vysoký Újezd (Hradec Králové)    | Hradec Králové      | Hradec Králové      |
| Vystrčenovice                    | Jihlava             | Vysočina            |
| Vystrkov                         | Pelhřimov           | Vysočina            |
| Vyšehněvice                      | Pardubice           | Pardubice           |
| Vyšehoří                         | Šumperk             | Olomouc             |
| Vyšehořovice                     | Praha-východ        | Boemia centrale     |
| Vyškov                           | Vyškov              | Moravia meridionale |
| Výškov                           | Louny               | Ústí nad Labem      |
| Vyškovec                         | Uherské Hradiště    | Zlín                |
| Vyšní Lhoty                      | Frýdek-Místek       | Moravia-Slesia      |
| Výšovice                         | Prostějov           | Olomouc             |
| Vyšší Brod                       | Český Krumlov       | Boemia meridionale  |
| Výžerky                          | Praha-východ        | Boemia centrale     |
| Vyžice                           | Chrudim             | Pardubice           |
| Vyžlovka                         | Praha-východ        | Boemia centrale     |